# سرگول نمک
سرگول نمک، روستایی از توابع بخش بیرانوند شهرستان خرم‌آباد در استان لرستان ایران است.

## جمعیت
این روستا در دهستان بیرانوند جنوبی قرار دارد و براساس سرشماری مرکز آمار ایران در سال ۱۳۸۵، جمعیت آن ۱۸۷ نفر (۴۳خانوار) بوده‌است.